# Édith Weber
Pour les articles homonymes, voir Weber.
Édith Weber, née le 31 octobre 1925 à Strasbourg et morte le 5 juillet 2024 à Paris, est une musicologue, hymnologue, critique musicale et historienne française, professeur à l'université Paris-Sorbonne et responsable du groupe de recherche Patrimoine musical, 1450-1750 (en 2009).

## Biographie
Édith Weber effectue des études de piano et d'histoire de la musique au conservatoire de Strasbourg, puis à l'université de cette ville de 1950 à 1953. 
En 1971, elle obtient son doctorat d'État avec la soutenance de sa thèse sur la Musique mesurée à l'antique en Allemagne, sous la direction de Georges Livet.
À partir de 1972, elle est professeur de musicologie à l'université de Paris-Sorbonne (Paris-IV) et à partir de 1969 à l'Institut catholique de Paris. Ses thèmes de recherche portent sur la musique protestante en Allemagne et en France à la Renaissance et aux problèmes de méthodes en musicologie. Elle a dirigé 58 thèses.
Elle est notamment l'auteure d'articles de l'Encyclopædia Universalis.
Elle  meurt le 5 juillet 2024 dans le 14e arrondissement de Paris.
Elle est chevalier de la Légion d'Honneur, officier des Arts et des Lettres et officier des Palmes académiques.

## Publications (sélection)
- La musique mesurée à l'antique en Allemagne, Klincksieck, 1974, 2 vol. (OCLC 1302303)
- Les écrits de Jean-Sébastien Bach, Éditions Entente, 1976 (OCLC 489132733) — traduction française et notes avec Simone Wallon.
- avec Arlette Faugères, Régine Ferré, Répertoire des historiens français pour la période moderne et contemporaine, CNRS, 1983 (OCLC 311885409).
- Notions d'histoire artistique et culturelle de la France, 1987.
- Encyclopédie de la musique, Le Livre de poche, 1992.  (ISBN 2253053023)
- La recherche musicologique. Objet, méthodologie, normes de présentation, éditions Beauchesne, 1997.  (ISBN 2701010101)[7].
- La recherche hymnologique, Beauchesne, 2001 (OCLC 248325558)
- Le Concile de Trente (1545-1563) et la musique : de la Réforme à la Contre-Réforme, Champion, 2008 1re éd. 1982 (OCLC 605720238).